# Yongary il più grande mostro
Yongary il più grande mostro (대괴수 용가리?, Daekoesu YonggariLR; lett. "Il grande mostro Yonggary") è un film kaiju del 1967 diretto da Kim Ki-duk. Il film era una coproduzione sudcoreana-giapponese tra la Keukdong Entertainment Company e la Toei Company. Il film è interpretato da Oh Yeong-il, Kwang Ho Lee, Nam Jeong-im, con Cho Kyoung-min nei panni di Yongary. Nel film, un gigantesco rettile devasta Seul dopo essere stato risvegliato da un terremoto provocato da un test nucleare.
Il film è stato prodotto per rivaleggiare con il successo dei film di Godzilla della Toho e presenta le stesse tecniche di effetti speciali pratici utilizzati nei film Godzilla e altri film kaiju che utilizzano suitmation, pirotecnica, e set in miniatura. Il film è uscito a Seul, in Corea del Sud, il 13 agosto 1967 ed è stato distribuito negli Stati Uniti direttamente in televisione dall'American International Television nel 1969 col titolo Yongary, Monster from the Deep. Nel 1999, il regista Shim Hyung-rae ne ha pubblicato una rivisitazione intitolata Yonggary.

## Produzione
Lo sceneggiatore originariamente intendeva che Yongary fosse un organismo unicellulare proveniente dallo spazio che si trasformava in un mostro gigante dopo l'esposizione alle radiazioni. Il critico cinematografico e studioso Kim Song-ho ha rivelato che nella sceneggiatura coreana originale il nome del paese che conduceva i test nucleari (il Medio Oriente nella versione inglese) era originariamente chiamato "Orebia", con la posizione del test nota come "Goma Desert". In un'altra parte della sceneggiatura, il "Goma Desert" era scritto come il Deserto del Gobi. Song-ho ha attribuito questo come probabile errore di battitura e che lo scrittore intendeva che Yongary provenisse dal Medio Oriente.
Le riprese principali sono iniziate il 3 aprile 1967 mentre le riprese degli effetti speciali sono iniziate il 6 aprile con Cho Kyoung-min che si esibiva nel costume di Yongary, che è stato pagato ₩ 100.000 ($ 400 in USD). Gli effetti speciali hanno richiesto tre mesi di lavori e sono stati realizzati in due studi a Seul. Le miniature e i modelli costarono 5 milioni di ₩ ($ 20.000 in USD), i 12 set costruiti costarono ₩ 7 milioni ($ 27.000 in USD), la tuta di Yongary costò ₩ 1,2 milioni ($ 5.000 in USD), e ₩ 500.000 ($ 2.000 in USD) sono stati spesi in polvere da sparo per articoli pirotecnici.

## Versione inglese
Per la sua uscita in Nord America, la Keukdong Entertainment Company ha venduto il film all'American International Pictures che lo ha distribuito con il nuovo titolo Yongary, Monster from the Deep attraverso la loro divisione televisiva nel 1969. L'AIP ha incaricato Salvatore Billitteri di supervisionare la post-produzione della versione inglese del film doppiata nei Titra Studios. Purtroppo, quando il film è stato venduto all'estero, i produttori coreani (a causa della mancanza di esperienza) hanno spedito tutti i negativi originali e gli elementi sonori alla Toei, che ha agito come agente di vendita internazionale del film. Di conseguenza, la versione originale sudcoreana del film è considerata perduta e la versione doppiata in inglese della AIP è l'unica versione del film sopravvissuta. Il film è stato mostrato regolarmente durante gli anni '70 sulla televisione sindacata. La proprietà del film negli Stati Uniti continuava a cambiare: la AIP è stata rilevata dalla Filmways, Inc. nel 1979, che si è fusa con Orion Pictures, che è stata successivamente acquisita dalla Metro-Goldwyn-Mayer nel 1997.

## Distribuzione

### Cinematografica
Il film è uscito al Kukje Cinema di Seul il 13 agosto 1967 e ha venduto dai 110.000 ai 150.000 biglietti durante la sua distribuzione cinematografica. Questo fu un successo per il film a causa del basso numero di cinema presenti all'epoca nel paese (570 cinema in totale) a fronte di una popolazione che all'epoca era di 25 milioni. La Keukdong Entertainment ha collaborato con la Toei per l'uscita internazionale del film, con Toei in qualità di agente di vendita internazionale del film. Il nome della Toei è apparso sui manifesti di alcuni stati, facendo così pensare che il film fosse una produzione giapponese completa. Per la sua uscita in Germania, il film è stato ribattezzato Godzilla's Todespranke (Godzilla's Hand of Death), nonostante non fosse collegato ai film di Godzilla. Il film è scomparso dalla Corea del Sud dopo la sua uscita originale e per un certo periodo è stato considerato un film perduto tra gli appassionati di cinema coreani. Negli anni 2000, il Korean Film Archive ha acquisito una copia di 48 minuti in 35 mm della versione coreana del film. La stampa è stata convertita in DigiBeta poiché non poteva essere proiettata a causa della presenza di gravi danni. La versione di 48 minuti è stata presentata in anteprima al primo Chungmuro International Film Festival nel 2008.

## Accoglienza

### Critica
Lo storico Steve Ryfle ha notato che le recensioni all'epoca erano "abbastanza buone". Un recensore del Kyunghyang Shinmun ha elogiato i valori di produzione del film e lo ha percepito come un salvatore dell'industria cinematografica coreana, affermando: "I set in miniatura della città di Seul, o i carri armati, o gli aerei da combattimento erano delicati e reali." Lo scrittore sentiva anche che il film avrebbe "portato una ventata d'aria fresca nel cinema coreano". StompTokyo.com riteneva che il film fosse troppo simile a Daikaijū Gamera ma ha affermato che "Yongary è uno dei migliori rip-off ispirati a Godzilla. La tuta ha alcuni dettagli impressionanti, come le quattro punte della coda e sembra più impressionante di quelle che si trovano nella maggior parte dei film di Gamera. Sebbene gli effetti speciali siano poco realistici, vi sono probabilmente più scene di distruzione della città di quelle che si trovano in un qualsiasi film di Godzilla realizzato a questo punto."
Yongary, il mostro protagonista del film è stato spesso paragonato a Pulgasari, il mostro protagonista del film omonimo poiché il primo è di produzione sudcoreana e il secondo di produzione nordcoreana.